# Gunnar Svärd (tecknare)
Gunnar Torgny Leonard Svärd, född 22 februari 1910 i Frösve i Skaraborgs län, död 6 februari 2013 i Falköping, var en svensk dekoratör, skriftställare, förläggare, nykterhetsman och tecknare.
Han var son till lantbrukaren Algot Svärd och Ellen Granath och från 1947 gift med Ruth Svärd. Han utbildade sig till dekoratör vid Stockholms reklamskola 1939 men började redan 1936 medverka som illustratör i publikationen Västgötajul, han medverkade dessutom med tillfällighetsillustrationer i Falbygdens Jul 1958–1960 och Ny Jul 1953–1955 samt textningsarbeten för hyllningsadresser. Han medverkade med kolteckningar i Tibroutställningen 1937 och med teckningar i olika samlingsutställningar i Skaraborg. Som skriftställare arbetade han som lokalombud för tidskriften Ny Tid i Falköping samt gav ut en del berättelser och skisser, bland annat gav han 1935 ut boken Från ungdomens värld. 1999 mottog han Falköpings kommuns kulturpris.
Svärd var under många år mycket engagerad i nykterhetsrörelsen och skrev kultlåten Jag är en ung godtemplartjej som sjöngs av Liesbeth Berg och gavs ut på EP:n IOGT Sångfestival. En mer känd version är inspelad av Jeja Sundström 1978. Även Wizex (Vägen hem) och Black-Ingvars (Heaven Metal) har gjort egna versioner av låten.